# Perlodes dispar
Perlodes dispar és una espècie d'insecte plecòpter pertanyent a la família dels perlòdids.

## Hàbitat
En el seu estadi immadur és aquàtic i viu a l'aigua dolça, mentre que com a adult és terrestre i volador.

## Distribució geogràfica
Es troba a Europa: Àustria, els estats bàltics, Bèlgica, Txèquia, Eslovàquia, Finlàndia, França, Grècia, Macedònia del Nord, Polònia, Belarús, Rússia, Suïssa, Bulgària, Dinamarca, Alemanya, Hongria, Noruega, Portugal, Romania, l'Estat espanyol i Suècia.